# تمثيل مصفوفة

توضيح لتمثيل مصفوفة مرتبة بالصف والعمود

تمثيل المصفوفة هو طريقة تستعمل بواسطة لغة حاسوبية لخزن مصفوفات ذات بعدين أو أكثر في الذاكرة.
تستخدم كل من لغة فورتران ولغة سي مخططات مختلفة لهذا الغرض. في فورتران تستعمل العمود كرئيس، يتم عبره تخزين جميع عناصر عمود بشكل مجاور في الذاكرة. في لغة سي يستعمل الصف كرئيس بالمقابل. في لغة لاباك تعرف تمثيلات مختلفة في الذاكرة.
في لغات أخرى مثل جافا (لغة برمجة) تخزن المصفوفات باستعمال متجهات عرض وهي مناسبة جدا للمصفوفات غير المنتظمة.
{\displaystyle I_{n}={\begin{bmatrix}1&0&\cdots &0\\0&1&\cdots &0\\\vdots &\vdots &\ddots &\vdots \\0&0&\cdots &1\end{bmatrix}}.}

## وصلات خارجية
- http://developer.r-project.org/Sparse.html a description of sparse matrices in R.

^1 R. LEHOUCQ, The computation of elementary unitary matrices, Computer Science Dept. Technical Report CS-94-233, University of Tennessee, Knoxville, 1994. (LAPACK Working Note 72).